# Кендлер-Макафі (Джорджія)
Кендлер-Макафі (англ. Candler-McAfee) — переписна місцевість (CDP) в США, в окрузі Декальб штату Джорджія. Населення — 22 468 осіб (2020).

## Географія
Кендлер-Макафі розташований за координатами 33°43′34″ пн. ш. 84°16′15″ зх. д. / 33.72611° пн. ш. 84.27083° зх. д. (33.726222, -84.270852).  За даними Бюро перепису населення США в 2010 році переписна місцевість мала площу 18,20 км², з яких 18,15 км² — суходіл та 0,05 км² — водойми.

## Демографія
Згідно з переписом 2010 року, у переписній місцевості мешкало 23 025 осіб у 8598 домогосподарствах у складі 5612 родин. Густота населення становила 1265 осіб/км².  Було 10097 помешкань (555/км²).
Расовий склад населення:
| - 91,3 % — чорних або афроамериканців - 6,4 % — білих - 0,3 % — корінних американців - 0,2 % — азіатів |

До двох чи більше рас належало 1,3 %. Частка іспаномовних становила 1,3 % від усіх жителів.
За віковим діапазоном населення розподілялося таким чином: 22,2 % — особи молодші 18 років, 63,6 % — особи у віці 18—64 років, 14,2 % — особи у віці 65 років та старші. Медіана віку мешканця становила 39,6 року. На 100 осіб жіночої статі у переписній місцевості припадало 88,7 чоловіків;  на 100 жінок у віці від 18 років та старших — 83,6 чоловіків також старших 18 років.
Середній дохід на одне домашнє господарство  становив 44 668 доларів США (медіана — 34 443), а середній дохід на одну сім'ю — 47 952 долари (медіана — 38 289). Медіана доходів становила 36 660 доларів для чоловіків та 32 139 доларів для жінок. За межею бідності перебувало 28,0 % осіб, у тому числі 47,5 % дітей у віці до 18 років та 15,3 % осіб у віці 65 років та старших.
Цивільне працевлаштоване населення становило 8964 особи. Основні галузі зайнятості: освіта, охорона здоров'я та соціальна допомога — 24,1 %, мистецтво, розваги та відпочинок — 13,2 %, роздрібна торгівля — 12,5 %.